# Elecciones vicepresidenciales de Ecuador de 1949
Elección realizada el 8 de noviembre de 1949 por el Congreso Nacional luego del fallecimiento del vicepresidente Manuel Sotomayor y Luna.

## Candidato y Resultado
El único candidato fue el Dr. Abel Gilbert, excandidato vicepresidencial, binomio del presidente en funciones Galo Plaza Lasso en las Elecciones presidenciales de Ecuador de 1948.
| Partido         | Vicepresidente      | Cargos Previos                                                | Votos |
| --------------- | ------------------- | ------------------------------------------------------------- | ----- |
| Independiente   | Abel Gilbert Pontón | Vicepresidente de la 13° Asamblea Constituyente (1928 - 1929) | 80    |
| Votos en Contra | Votos en Contra     | Votos en Contra                                               | 45    |